# Ик Заргакин
Ик Заргакин (калм. Ик Заргахн) — посёлок (сельского типа)[уточнить] в Сарпинском районе Калмыкии, в составе Салынтугтунского сельского муниципального образования.

## История
Дата основания посёлка неизвестна. Предположительно посёлок основан в начале 1920-х годов. Относился к Сарпинскому улусу (району) Калмыцкой АО (с 1935 года — Калмыцкой АССР).
28 декабря 1943 года калмыцкое население было депортировано. На основании Указом Президиума Верховного Совета РСФСР от 27 декабря 1943 года «О ликвидации Калмыцкой АССР и образовании Астраханской области в составе РСФСР» посёлок Ики Заргакин, как и другие населённые пункты Сарпинского района, был передан Сталинградской области.
В справочнике по истории административно-территориального деления Волгоградской (Сталинградской) области за 1936—2007 года сведения о посёлке отсутствуют, вероятно по причине отсутствия населения.
В 1956 году после отмены ограничений по передвижению на территорию бывшей Калмыцкой АССР начали возвращаться калмыки. В 1957 году посёлок передан вновь образованной Калмыцкой автономной области (с 1958 года — Калмыцкая АССР).
В поздний советский период посёлок носил название Заря. Дата переименования не установлена.

## Физико-географическая характеристика
Посёлок расположен в пределах западной покатости Ергенинской возвышенности, являющейся частью Восточно-Европейской равнины на левом берегу реки Сухой Сал, на высоте 74 метра над уровнем моря. Рельеф местности холмисто-равнинный, на реке Сухой Сал имеется пруд
По автомобильной дороге расстояние до столицы Калмыкии города Элиста составляет 230 км, до районного центра села Садовое — 59 км, до административного центра сельского поселения посёлка Салын-Тугтун — 3 км.
Климат
Согласно классификации климатов Кёппена для посёлка характерен влажный континентальный климат с жарким летом и относительно холодной зимой (индекс Dfa). Среднегодовая температура воздуха положительная и составляет + 8,9 °C, средняя температура самого холодного месяца января — 6,1 °C, самого жаркого месяца июля + 24,3 °C. Расчётная многолетняя норма осадков 354 мм, наименьшее количество осадков выпадает в феврале и октябре (по 22 мм), наибольшее в июне (40 мм).
Часовой пояс
Ик Заргакин, как и вся Республика Калмыкия, находится в часовой зоне МСК (московское время). Смещение применяемого времени относительно UTC составляет +3:00.

## Население
| 2002 | 2010 | 2012 |
| ---- | ---- | ---- |
| 64   | ↘35  | ↗46  |

Национальный состав
Согласно результатам переписи 2002 года большинство населения посёлка составляли чеченцы (62 %) и калмыки (36 %).
| Национальность | Численность (2010) | Процент |
| -------------- | ------------------ | ------- |
| Калмыки        | 21                 | 72,4%   |
| Чеченцы        | 8                  | 27,6%   |
| Всего          | 29                 | 100%    |

## Известные жители и уроженцы
В посёлке родился Герой Советского Союза Деликов, Эрдни Теледжиевич.